# Louzek
Louzek je zřícenina hradu v okrese Český Krumlov. Nachází se v katastrálním území Suchdol u Bujanova asi čtyři kilometry jižně od Kaplice, ale nejbližší vesnicí jsou Skoronice. Stojí na široké, skalnaté ostrožně nad levým břehem Malše v nadmořské výšce 600 m. Zbytky hradu, ze kterého se dochovaly terénní pozůstatky opevnění a zříceniny staveb v hradním jádře, jsou chráněny jako kulturní památka České republiky. Hrad Louzek byl zařazen mezi zastavení na česko-rakouské stezce po hradech a zámcích, nazvané Zemská cesta.

## Historie
Ostroh byl podle archeologických nálezů osídlen již na konci třináctého století, ale není jisté, že již tehdy na něm stál hrad. Podle rozboru sídelní struktury a známých vlastníků okolních panství je některými považován za zakladatele hradu Jan z Maršovic, který by ho mohl postavit po roce 1382. Tato hypotéza je ovšem v rozporu s archeologickými doklady a dendrochronologickým rozborem nalezeného stavebního dřeva, které pochází ze stromů poražených již v roce 1357.
První písemná zmínka o hradu se nachází v dopise Oldřicha z Rožmberka z roku 1421, který v něm svému příbuznému 'Reinprechtovi z Wallsee zmiňuje Harachéře z Louzku, který byl pravděpodobným majitelem hradu a nejspíše také rožmberským purkrabím na Vítkově kameni. Po roce 1423 louzecké panství s hradem přešlo do držení Jana Malovce z Malovic, po němž ho zdědili jeho tři synové, kteří hrad v roce 1448 přenechali Oldřichu z Rožmberka. Ten panství připojil k Novým Hradům a od té doby zbytečný Louzek byl opuštěn.
Dne 12. září 1460 uzavřel Jan z Rožmberka smlouvu, ve které prodal poplužní dvůr u hradu jistému Bártovi a jeho synu Křížovi za jeden a půl kopy grošů ročního platu. Tehdy již musel být hrad pustý. Jako takový je však uveden až v roce 1541, kdy je v rámci popisu novohradského panství charakterizován jako „Laužek zámek pustý a při něm dvuor Laužek, jinak Skurovice.“

## Stavební podoba

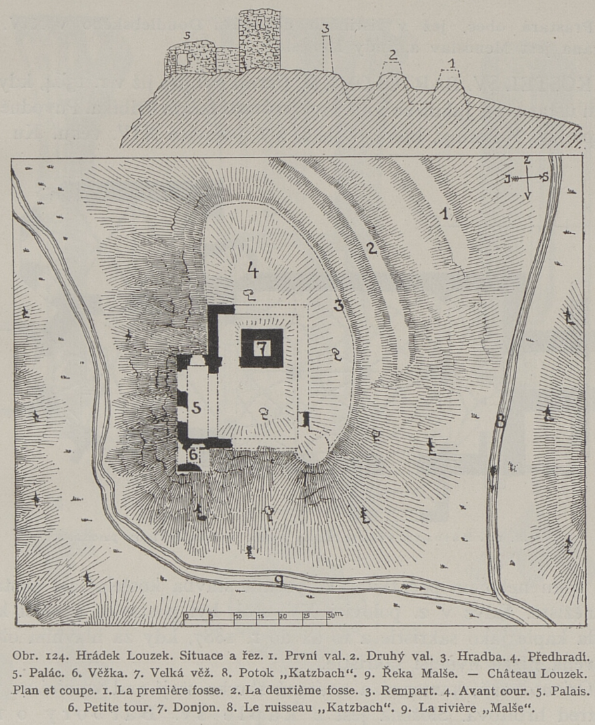
Plán hradu s popisem

Hrad byl dvoudílný. Podle charakteru věže původně náležel mezi jednodušší hrady bergfritového typu, nebo mezi rozvinutější hrady donjonového typu. Pozdější stavební fáze rozšířily hradní jádro a učinily z něj zástupce blokové dispozice oblíbené v klidných obdobích čtrnáctého století.

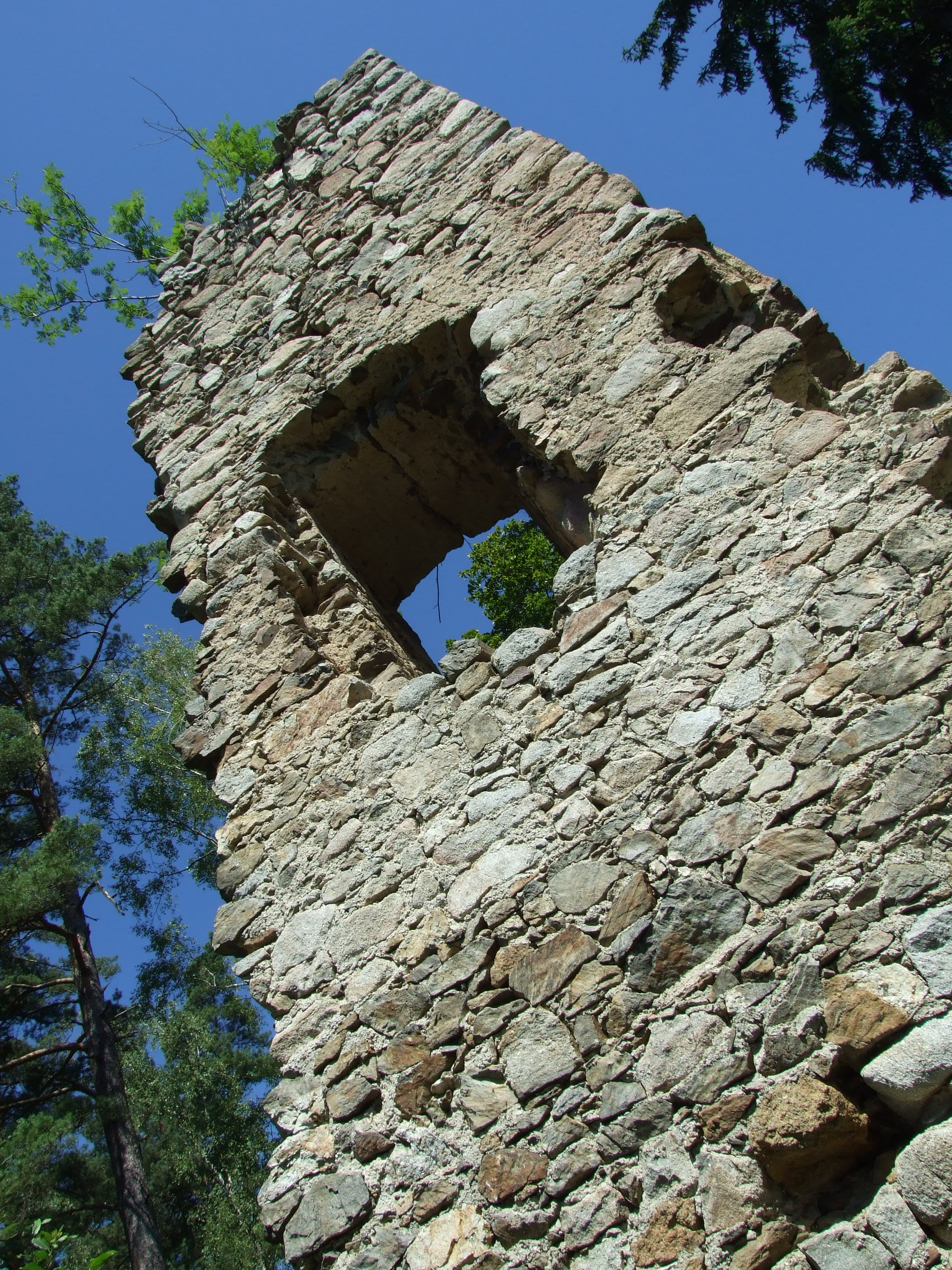
Portál do věže

Malé předhradí se nachází západně od hradního jádra na jižním okraji ostrožny. Severní a západní stranu chránila dvojice valů a příkop mezi nimi. Pravděpodobně v patnáctém století vznikl v souvislosti s dělostřeleckou obranou v severozápadním nároží vnějšího valu srub. Na jihu poskytl dostatečnou ochranu strmý údolní svah a podle porostových příznaků podél jižní strany stála nějaká budova. Opevnění na západní straně poškodila novodobá cesta, ale původní vstup do předhradí se nacházel v severovýchodním nároží.
Také hradní jádro bylo na severní a západní straně zajištěno zdvojeným valem a příkopem, které na jihu končí u skalního útvaru. Ten svou hmotou kryl přístupovou cestu, která vedla z předhradí podél jižního okraje ostrožny a po překonání druhého příkopu vstoupila původně kulisovou bránou do jádra. V hradním jádře se ve větší míře dochovaly fragmenty dvou staveb: čtverhranné věže v severozápadním nároží a jižního paláce.
Do věže o rozměrech 8 × 8,4 m se vstupovalo portálem v prvním patře. Podle dochovaného zdiva nelze rozhodnout o její funkci. Mohla být méně rozměrnou obytnou věží, nebo čtverhranným bergfritem. Podél jižní strany nádvoří stál palác s roubenou komorou neobvykle umístěnou v přízemí. Podle toho a dalších stavebních detailů lze předpokládat, že v první stavební fázi byl palác pouze přízemní a jeho jižní strana dřevěná. V pozdější době vznikly další budovy také na severní a východní straně nádvoří, ale obě se dochovaly jen v podobě terénních reliktů a drobných fragmentů zdiva. Jižní palác byl v některé pozdější fázi rozšířen a jeho prostory osvětleny velkými okny, z nichž jedno se dochovalo v úrovni přízemí a druhé v prvním patře. Ještě předtím však prostor mezi věží a nárožím jižního paláce vyplnila nová budova brány.

## Přístup
Zřícenina hradu je volně přístupná po modře značené turistické trase z Kaplice do Rychnova nad Malší nebo po žlutě značené trase z Bujanova směrem k Benešovu nad Černou.